# Vârful Bora, Munții Latoriței
Vârful Bora, Munții Latoriței este cel mai înalt vârf montan în altitudine al Munții Latoriței, având 2.055 m.